# Нож выживания
Нож выживания (нож для выживания) — крупный, как правило нескладной универсальный нож с большим числом функций, обычно также и с набором НАЗа (размещается в полой рукояти и/или кармашках на ножнах). Предназначен для выживания в экстремальных условиях.

## История
Первыми ножами, сконструированными специально для выживания (в данном случае в условиях джунглей), стали ножи, которыми в 1960-х годах снабжались пилоты американских ВВС, воевавшие во Вьетнаме. Одной из основных задач тех ножей было обеспечение быстрого покидания аварийного самолёта или вертолёта. Для этого они имели пилу на обухе, способную резать дюралевую обшивку, и тяжёлую головку рукояти для разбивания стёкол кабины.
Для съёмок фильма «Рэмбо: Первая кровь» оружейный мастер Джим Лайл создал большой нож в подобном стиле, с клинком типа «боуи» и устрашающими зубьями. Популярность фильма и персонажа в 1980-1990-х годах вызвала волну многочисленных подражаний. В итоге различными производителями было создано множество более или менее приемлемых моделей ножей выживания.

## Конструкция
Представляет собою совмещение боевого ножа с универсальным инструментом. У многих ножей выживания рукоять выполняется пустотелой и служит пеналом для НАЗа. Некоторые авторы считают это недостатком, так как обычно конструкция с пустотелой ручкой является менее прочной, чем конструкция с хвостовиком, проходящим через всю рукоять, и считают именно последний вариант конструкции стандартным требованием к ножу выживания. Ещё одним плюсом является наличие навершия, расположенного у длинного хвостовика и рукояти на конце, которое поможет ножу выдержать вбивание куда-либо.
На ножнах могут располагаться вспомогательные элементы НАЗа, например, сигнальное зеркало, заточной брусок, малый нож для мелких работ и прочее. Предусматривается возможность закрепления ножа на древко для использования в качестве копья или гарпуна. НАЗ и компас могут размещаться целиком на ножнах, а сам нож выполнен в виде типичного охотничьего образца.
Существуют 2 основных типа заточки лезвий ножа — гладкое и зубчатое (серрейтор). Гладкая режущая кромка подойдёт для большинства ситуаций. Дополнительное преимущество стандартного клинка — простота заточки лезвия с помощью обыкновенного камня, особенно если она — односторонняя. Зубчатая — мало применима для строгания или разделки мяса (по мнению некоторых, им удобно только мясо от костей отделять). Качественно заточить без редкого специнструмента — невозможно.
Серрейтор имеет преимущество в том, что дольше остаётся острым, такая заточка — наиболее эффективна при разрезании слоистых и волокнистых материалов: сетей, канатов, ремней, тросов и прочего. Оправдывает себя как заточка части второго лезвия при кинжальном типе клинка.
Кончик клинка, как самое уязвимое место, — предпочтителен усиленный.
На стороне, обратной режущей кромки (обухе) во многих случаях наносятся зубья (они образуют участок полотна пилы), которые дают возможность сделать небольшой пропил. Разводка, как и форма зубов, может быть предназначена как для работы по дереву, кости, дюралю, так и с более прочным металлом (требует более мелкого «шага»).
Клинки ножей из нержавеющей стали устойчивы к коррозии и служат особенно хорошо во влажной среде. Недостатки — более сложная процедура заточки, хуже держат заточку и как следствие — более быстрый износ лезвия.
Клинки из углеродистой стали будут ржаветь, если ими долго не пользоваться и не тщательно чистить либо если на них отсутствует специальное покрытие, углеродистая сталь лучше сохраняет режущую кромку, чем аналоги из нержавейки.
Форма сильно зависит от географических и климатических условий, в которых планируется данный нож использовать, а также от предпочтения владельца и концепции борьбы за выживание, так как нельзя создать нож выживания, способный выполнять одинаково хорошо все функции.
Рукоятка и ножны — желательны водостойкие (кожа, дерево, за небольшим исключением, достаточно быстро могут прийти в негодность), синтетическая ткань для ножен в большинстве случаев плохо переносит нагрев (её могут оплавить искры костра), а металлическая рукоятка — мало удобна на морозе.

## Применение
Может использоваться для:
- Сооружения и ремонта укрытия (нарезать ветвей, дёрна для шалаша, выкопать нору на склоне)
- Добычи и приготовления пищи (то есть как оружие для охоты (наконечник копья) и разделки туши)
- Самозащиты (как боевое холодное оружие)
- Изготовление инструментов и оружия из древесины, кости, металла (копья, дубинки, лопаты, молота, весла, гарпуна)
- Разведения огня (заготовка дров и приспособление из НАЗа (огниво)
- Изготовления и ремонта одежды (раскройка полотна, шкуры и ремонт с помощью иглы, имеющейся в комплекте НАЗа)
- Ориентирования на местности (встроенный компас)
- Минимальной возможной медпомощи (запас лекарств, пластырь и нить с хирургической иглой)

## Пример носимого аварийного запаса (НАЗ) ножа выживания
- Компас
- Магниево-кремнёвый карандаш (огниво) или бензиновая зажигалка
- 3-5 пропитанных воском спичек и тёрка в непромокаемой упаковке
- Половинка бритвенного лезвия или лезвие скальпеля в упаковке
- Капроновая нить
- Хлопчатобумажная (обычная) нить
- Леска 3-5 метров с 1-2 грузилом и 2-3 крючками
- Хирургическая игла с заправленной нитью
- Обычная игла с нитью в ушке
- 2-3 небольших английских булавок
- Мини-пинцет
- Заточной камень с алмазным напылением
- Малое зеркальце-гелиограф
- Увеличительная линза
- Таблетки для очистки воды или марганцовокислый калий в герметичной упаковке
- Лейкопластырь
- Миниатюрный свисток на темляке ножа